# Секретные агенты (телесериал, 2000)
«Секре́тные аге́нты» — американский шпионский телесериал в стиле фильмов о Джеймсе Бонде, транслировавшийся на канале UPN в 2000 году. Одним из создателей сериала был Барри Зонненфельд.

## Сюжет
Главный герой — галантный джентльмен и бесстрашный секретный агент Монк, работающий в некой шпионской организации, каждый раз спасающей мир от различных глобальных угроз. Помимо Монка в организацию входят Холлидей, выполняющая в сериале ту же функцию, что и мисс Манипенни в бондиане, и технический специалист Дэвис, выполняющий функцию Q. Главным противником союзником является бывшая шпионка Прима, которая когда-то была его любовницей, а противником — зловещая организация «Троица» (англ. Trinity), которой управляет злодей Варгас.

## В ролях
- Костас Мэндилор — Монк (настоящее имя — Боб Армстронг)
- Дина Мейер — Холлидей
- Дондре Уитфилд — Дэвис
- Пол Гилфойл — начальник шпионов Брубек
- Мусетта Вандер — Прима
- Хсу Гарсия — Варгас, лидер «Троицы», кубинец

## История создания
Премьера «Секретного агента» изначально планировалась на UPN в сентябре 1999 года, но была перенесена на середину сезона в августе 2000 года из-за желания дать продюсерам шоу больше времени для работы над реквизитом и спецэффектами. У сериала также не было отснятого традиционного телевизионного пилота, вместо этого он был заказан UPN на основе одного только презентационного ролика.
Главные герои были названы в честь известных джаз-музыкантов — Телониуса Монка, Билли Холлидея, Майлза Дэвиса и Дейва Брубека.

## Музыка
В начальных титрах каждого эпизода звучит песня «Secret Agent Man», написанная Джонни Риверсом в 1960-х, в исполнении группы . Эта песня также была использована в другом шпионском сериале — «Опасный человек».